# Sphecomyia fusca
Sphecomyia fusca är en tvåvingeart som beskrevs av Weisman 1964. Sphecomyia fusca ingår i släktet tajgablomflugor, och familjen blomflugor.
Artens utbredningsområde är Kalifornien. Inga underarter finns listade i Catalogue of Life.